# Жерлицин, Владимир Васильевич
Владимир Васильевич Жерлицин (18 июня 1927 - 31 декабря 2007) — мастер производственного обучения.

## Биография
Родился 18 июня 1927 года в деревне Безгодовка (ныне — Валуйского района Белгородской области).
Обучался в ремесленном училище № 13 города Магнитогорска (ныне Профессиональный лицей № 13). Получил профессию «Вальцовщик прокатных станов» и в ноябре 1944 года был направлен дирекцией училища на учебу в Магнитогорский индустриальный техникум трудовых резервов.
В 1948 году с отличием окончил техникум и вернулся в РУ-13 мастером производственного обучения.
С 1953 года трудился старшим мастером училища. В 1984 году вышел на заслуженный отдых.
За период работы Владимира Васильевича в училище им подготовлено для Магнитогорского металлургического комбината свыше 18 тыс. рабочих.
Он причастен к воспитанию одного из директоров ММК — А. И. Старикова.
Из-под его крыла вышли на трудовое поприще Герои Социалистического Труда Н. Я. Зимин, А. В. Медовиков, В. Д. Наумкин, А. И. Рубанов, Н. С. Ушаков и другие знатные работники комбината.
В 1982 году ему присвоено почетное звание «Заслуженный мастер профессионально-технического образования РСФСР».

## Награды
За большие трудовые достижения и личный вклад в подготовку молодых металлургов Владимир Васильевич награждён:
- орденом Ленина,
- медалью «За доблестный труд в Великой Отечественной войне 1941—1945 гг.»,
- медалью «Ветеран труда».